# Nevada Wonders
El Nevada Wonders fue un equipo de fútbol de los Estados Unidos que alguna vez jugó en la USL Premier Development League, la cuarta liga de fútbol en importancia en el país.

## Historia
Fue fundado el 1 de diciembre año 2002 en la ciudad de Carson City, Nevada para jugar en la USL Premier Development League como un equipo de expansión en la temporada 2003 luego de que el Northern Nevada Aces decidió descender de categoría, necesitaba un reemplazante.
Jugaron tres temporadas en la USL Premier Development League sin mucho éxito, peleando en los últimos lugares de la división sin clasificar a los playoffs y tampoco llegaron a jugar en la US Open Cup hasta su desaparición en el año 2005 luego de finalizar la temporada en la sexta posición en su división.

## Temporadas
| Año  | División | Liga    | Temporada Regular | Playoffs     | US Open Cup  |              |
| ---- | -------- | ------- | ----------------- | ------------ | ------------ | ------------ |
| 2003 | 4        | USL PDL | 5º, Southwest     | No clasificó | No clasificó | No clasificó |
| 2004 | 4        | USL PDL | 5º, Southwest     | No clasificó | No clasificó | No clasificó |
| 2005 | 4        | USL PDL | 6º, Southwest     | No clasificó | No clasificó | No clasificó |

## Entrenadores
- Paul Aigbogun (2003-2005)

## Jugadores

### Jugadores destacados
- Chris Blackburn
- Christopher Schwarze